# Coleophora italiae
Coleophora italiae é uma espécie de mariposa do gênero Coleophora pertencente à família Coleophoridae.